# Одолени (Долж)
Одолени (рум. Odoleni) насеље је у Румунији у округу Долж у општини Мелинешти. Oпштина се налази на надморској висини од 208 m.

## Становништво
Према подацима из 2002. године у насељу је живело 155 становника, од којих су сви румунске националности.